# Rau má
Rau má hay tích tuyết thảo hoặc lôi công thảo (danh pháp hai phần: Centella asiatica) là một loài cây một năm thân thảo trong phân họ Mackinlayoideae của họ Hoa tán (Apiaceae), có nguồn gốc Australia, các đảo Thái Bình Dương, New Guinea, Melanesia, Malesia và châu Á. Nó được sử dụng như một loại rau cũng như trong y học Ayurveda và y học cổ truyền Trung Hoa. Tên khoa học đồng nghĩa là Hydrocotyle asiatica L., Trisanthus cochinchinensis Lour.

## Đặc điểm

### Thân
Thân cây rau má mảnh khảnh và nhẵn, là loại thân bò lan, màu xanh lục hay lục ánh đỏ, có rễ ở các mấu. Nó có các lá hình thận, màu xanh với cuống dài và phần đỉnh lá tròn, kết cấu trơn nhẵn với các gân lá dạng lưới hình chân vịt. Các lá mọc ra từ cuống dài khoảng 5–20 cm. Bộ rễ bao gồm các thân rễ, mọc thẳng đứng. Chúng có màu trắng kem và được che phủ bằng các lông tơ ở rễ. Gân lá hình cung.

### Hoa và quả

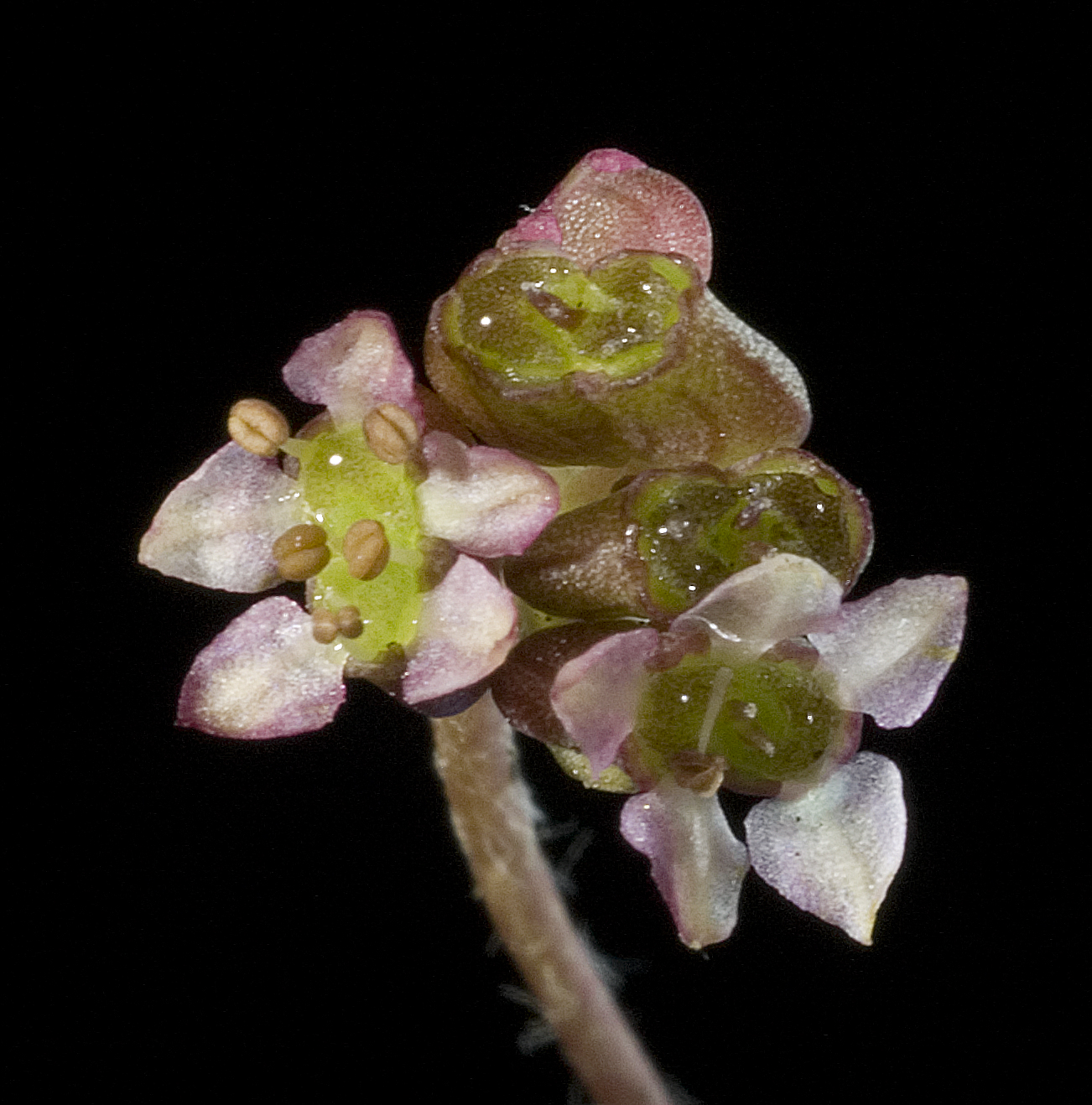

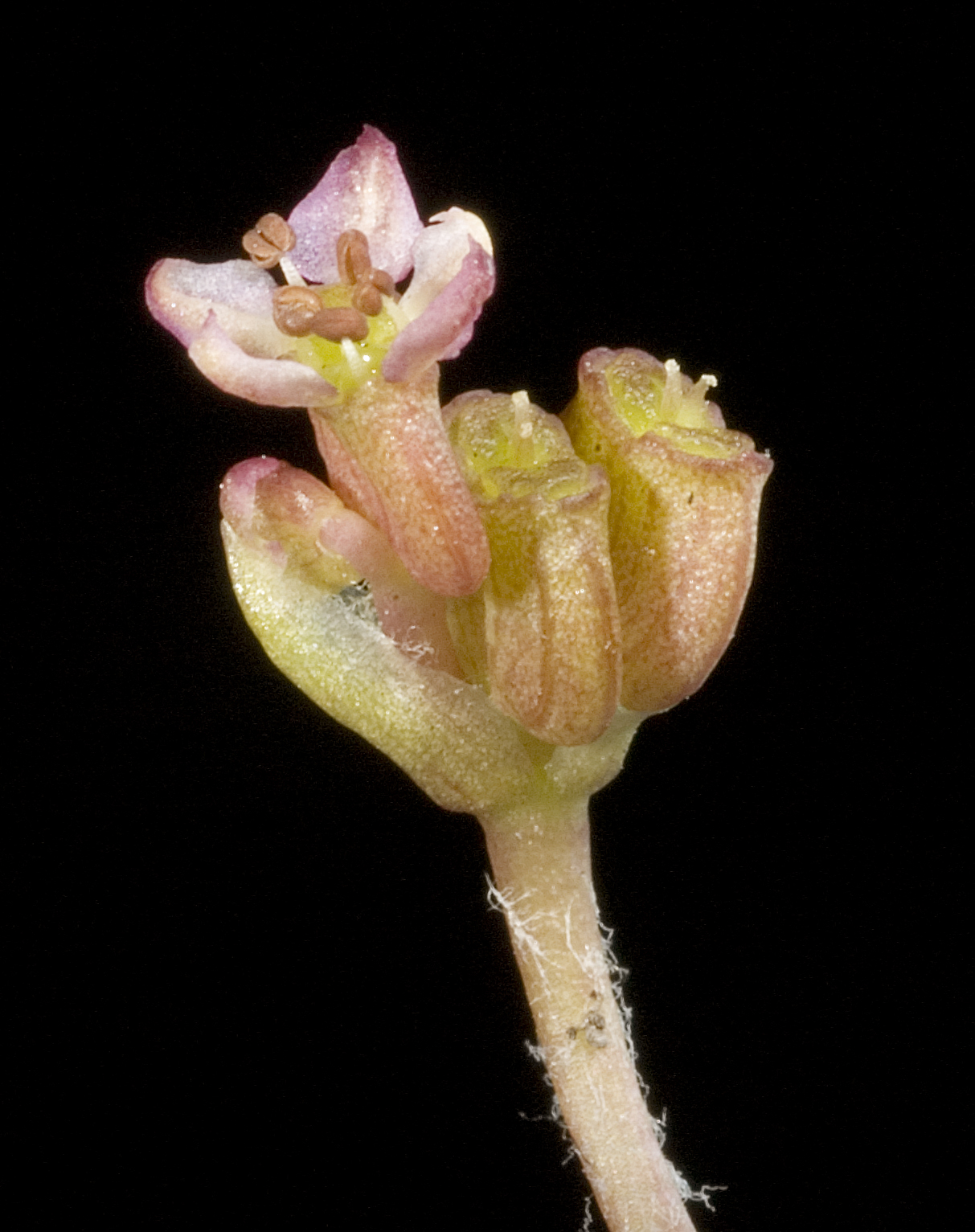

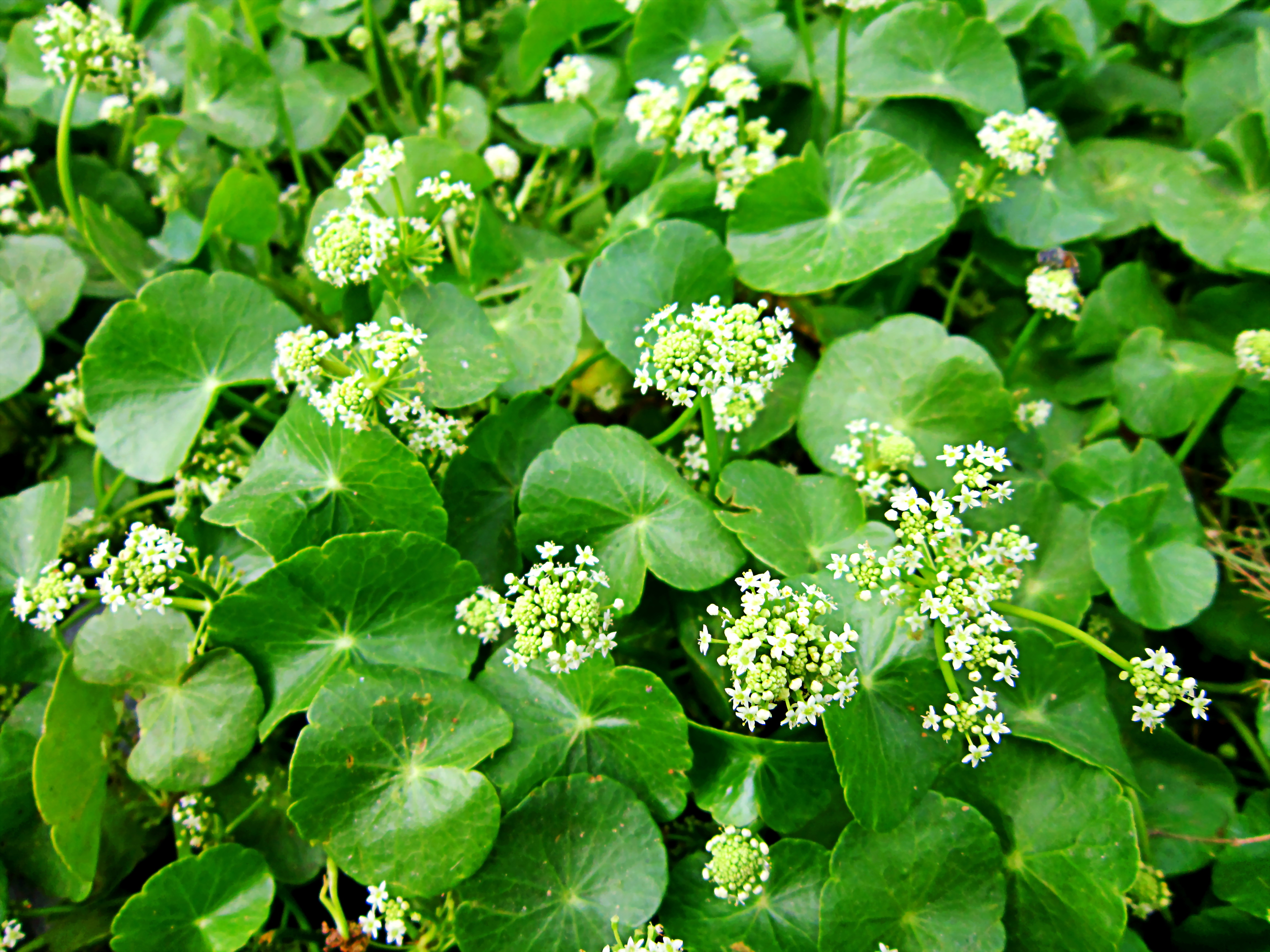
Hoa và lá rau má

Hoa rau má có màu trắng hoặc từ hồng nhạt đến phớt đỏ , mọc thành các tán nhỏ, tròn gần mặt đất. Mỗi hoa được bao phủ một phần trong 2 lá bắc màu xanh. Những bông hoa lưỡng tính này có kích thước khá nhỏ (nhỏ hơn 3 mm), với 5-6 thùy tràng hoa trên mỗi bông hoa. Hoa có 5 nhị và 2 vòi nhụy. Quả có hình mắt lưới dày dặc, đây là điểm phân biệt nó với các loài trong chi Hydrocotyle có quả với bề mặt trơn, sọc hay giống như mụn cơm. Quả của nó chín sau 3 tháng và toàn bộ cây, bao gồm cả rễ, được thu hái thủ công.

## Sử dụng
Theo Trung y, rau má có tính hàn (lạnh), tân (cay), khổ (đắng). Khi ăn ở dạng tươi như một loại rau, người ta cho rằng nó giúp cho việc duy trì sự trẻ trung. Nước sắc từ lá rau má được coi là có tác dụng hạ huyết áp. Loại nước sắc này cũng được coi là một loại thuốc bổ dưỡng để có sức khỏe tốt (tăng trí nhớ, thị lực). Loại thuốc đắp từ lá cũng được dùng để điều trị những chỗ đau, hạ sốt. Nó còn được dùng trong điều trị các chứng phù; viêm thanh quản, tĩnh mạch, phế quản; các bệnh trĩ, phong, eczema hay vẩy nến; giải ngộ độc sắn (khoai mì) và lợi tiểu .
Một vài báo cáo khoa học cho thấy khả năng của rau má trong việc hỗ trợ làm lành vết thương. Khi điều trị bằng rau má, sự liền sẹo được kích thích bằng việc sản xuất ra các chất keo loại I. Việc điều trị này cũng cho thấy sự giảm sút đáng kể của các tác động viêm nhiễm và việc tạo ra các nguyên bào sợi.
Các nhà thảo mộc học còn cho rằng nó có chứa nhân tố trường thọ gọi là 'Vitamin X trẻ trung' có tác dụng bổ dưỡng cho não và các tuyến nội tiết và xác nhận rằng nước chiết từ rau má giúp cải thiện các vấn đề về hệ tuần hoàn và da.
Tại Việt Nam, tinh rau má tươi đã được Viện Công nghiệp Thực phẩm sản xuất thành công.

## Truyền thuyết
Rau má được cho là đã làm nên sự trường thọ của một võ sư môn Thái cực quyền là Lý Thanh Vân (李清雲). Người ta nói rằng ông đã sống thọ tới 256 tuổi (?), một phần là do sử dụng các loại thảo dược Trung Hoa truyền thống, trong đó có rau má.
Một câu chuyện dân gian tại Sri Lanka kể lại rằng một vị vua nổi tiếng trong thế kỷ 10 với tên gọi Aruna đã cho rằng rau má cung cấp cho ông sức khỏe và sức chịu đựng đủ để thỏa mãn 50 phi tần của mình.
Ở Ấn Độ, rau má còn được gọi là Brahmi hàm nghĩa một loại dược thảo có thể giúp con người tiến đến sự hoà hợp với tâm thức vũ trụ (knowledge of the Supreme Reality). Rau má thường có trong khẩu phần ăn của những vị thiền sư, nhà yogi, nhà thông thái.
Ngày nay, tại nhiều quốc gia vẫn còn lưu truyền câu tục ngữ "Two leaves a day keep old age away" (Dùng 2 lá một ngày sẽ giúp bạn xa lánh tuổi già).

## Hình ảnh

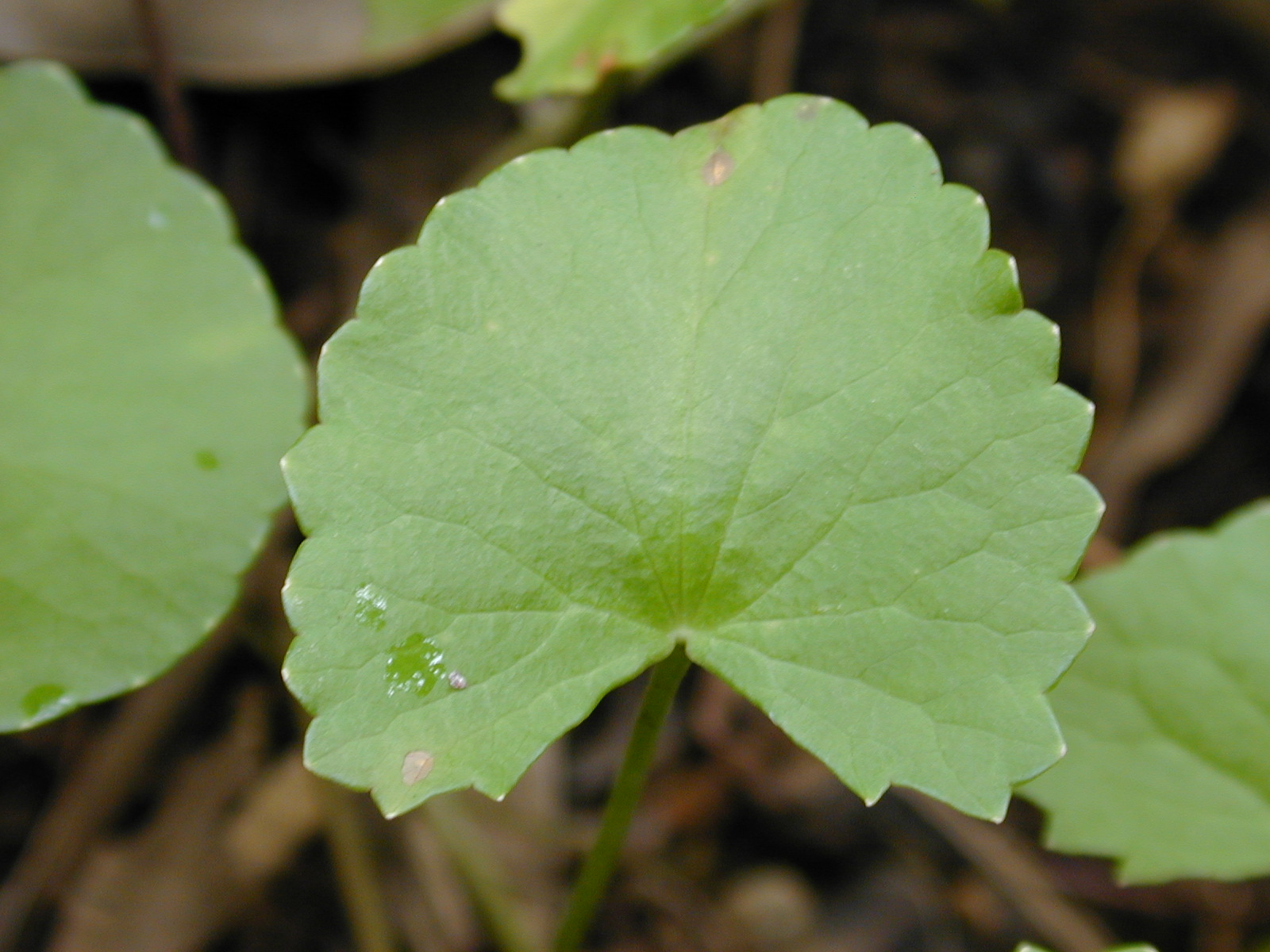
Lá rau má
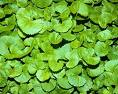
Rau má
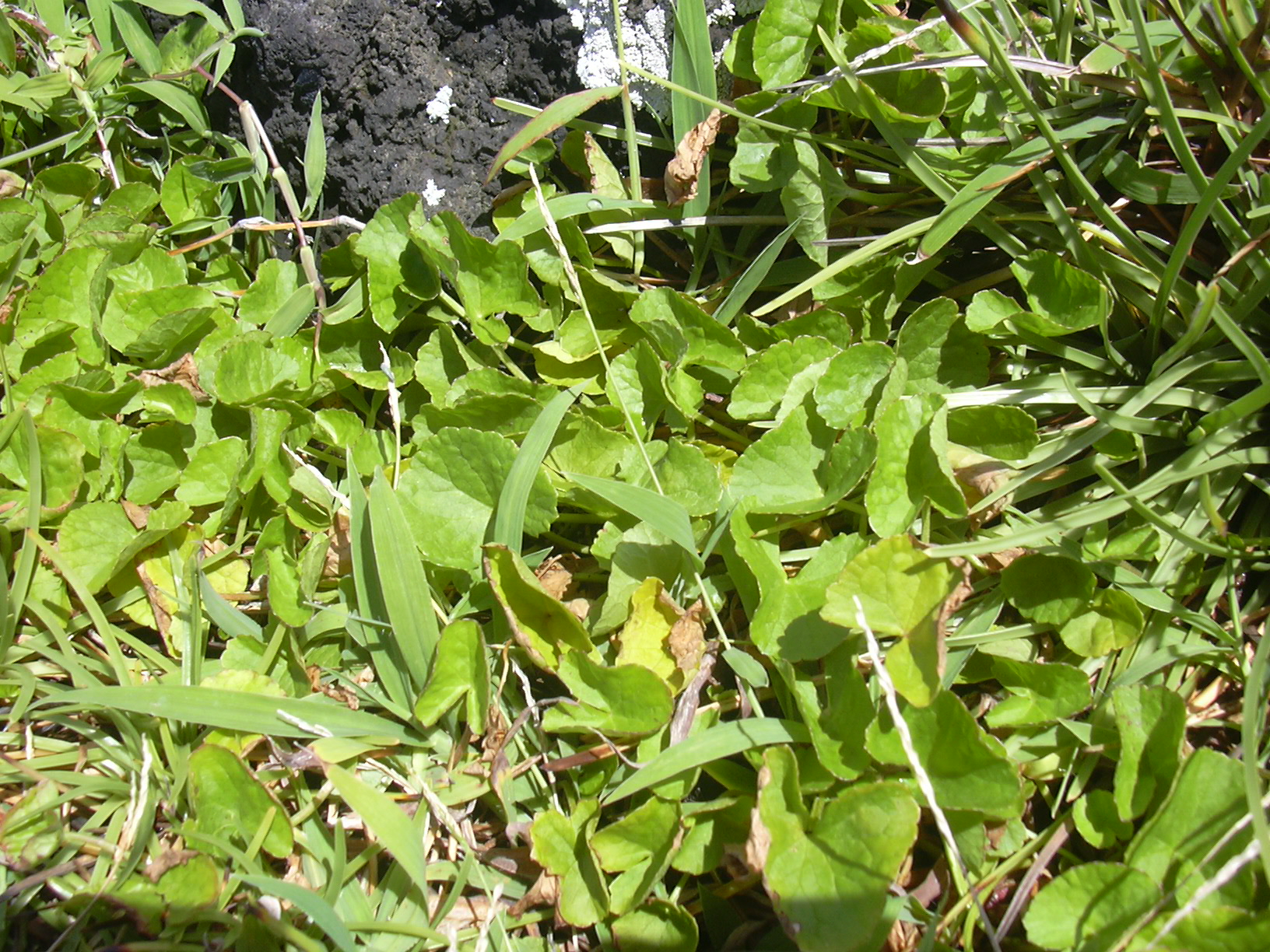
Rau má mọc xen lẫn trong cỏ